# Peraceae
Họ Peraceae bao gồm khoảng 127-135 loài cây bụi, cây gỗ hay cây thân thảo với hoa đơn tính khác gốc là chủ yếu, sống tại vùng nhiệt đới, nhưng có lẽ không có ở Đông Malesia, phân bố trong 5 chi.
Họ này chỉ được một ít hệ thống phân loại học công nhận. Trong hệ thống APG III năm 2009 nó không được công nhận, nhưng trong hệ thống APG IV năm 2016 thì nó được công nhận.
Tokuoka và Tobe (2006) đặt câu hỏi về việc gộp chi Pogonophora trong họ này. Quả thực, nếu chi này được gộp và coi là chị em với phần còn lại của họ Peraceae, thì việc ánh xạ sự tiến hóa áo hạt trên cây phát sinh chủng loài trở thành hơi phức tạp.
Mặc dù Airy Shaw (1976) công nhận họ Peraceae như là một họ tách biệt khỏi Euphorbiaceae, nhưng họ Peraceae của ông chỉ bao gồm Pera, một chi mà trong thời gian dài được coi là rất khác biệt trong phạm vi họ Euphorbiaceae, ngay cả khi hiếm khi được tách ra khỏi nó. Esser (2003) lại chú ý tới tính khác biệt của cả nhóm này.

## Miêu tả
Chủ yếu là cây gỗ, cây bụi hay cây thân thảo với hoa đơn tính khác gốc (hiếm khi cùng gốc). Không có nhựa mủ. Lớp lông đơn, dạng chữ T, hình sao hay dạng phủ vảy. Các lá có lá kèm hoặc không, có cuống tới gần như không cuống, mọc so le (hiếm khi mọc đối ở chi Pera), lá đơn, không xẻ thùy, gân lá lông chim, không tuyến, đôi khi có điểm trong suốt, mép lá nguyên. Cụm hoa mọc ở nách lá, không hoặc hiếm khi với các trục thon dài, được bao quanh bởi các lá bắc dạng tổng bao chỉ ở chi Pera. Các lá bắc không tuyến.
Hoa: lá đài 2–6 (không có ở các hoa cái và đôi khi dạng phôi thai thô sơ ở các hoa đực của chi Pera), xếp lợp; có hoặc không có cánh hoa; có đĩa mật (không ở chi Pera); nhị hoa 2–20, từ rời tới hợp sinh; bao phấn hướng trong hay hướng ngoài; phấn hoa dạng phỏng cầu rộng tới dẹt, 3-(hiếm khi 4-) lỗ dọc, chủ yếu là dạng có lớp khắc nổi của màng ngoài bào tử có lỗ xoi khoét, đôi khi gần như là dạng màng ngoài hay hình mắt lưới mịn, chủ yếu không có trang điểm (trung gian giữa sọc và mắt lưới ở Chaetocarpus), không có lớp khắc nổi màng ngoài ở Pera arborea; có nhụy lép (không ở chi Pera, nhưng có các hoa cái suy giảm bao quanh hoa đực ở vài loài); bầu nhụy 3(–4)-ngăn, vòi nhụy chẻ đôi tới chẻ đôi sát gốc (ngắn với đầu nhụy dạng tán ở chi Pera); noãn 1 trên mỗi ngăn.
Quả nứt tới đôi khi không nứt hoàn toàn; vách ngăn có màng, dễ vỡ, không có sự mạch hóa dễ thấy; các mảnh vỏ thường còn lại ở dạng gắn với gốc của cuống sau khi nứt. Hạt bóng, màu đen, nhẵn, có mào thịt; nhiều nội nhũ ở hạt thuần thục (nhưng ít ở chi Trigonopleura); các lá mầm dài hơn và rộng hơn rễ mầm.

## Phân loại
Họ này theo định nghĩa của hệ thống APG IV bao gồm 5 chi. Danh sách dưới đây lấy theo GRIN.
- Pera (bao gồm cả Clistranthus, Peridium, Perula, Schismatopera, Spixia): 40 loài tại vùng nhiệt đới châu Mỹ. Trước đây là tông Pereae trong phân họ Acalyphoideae của họ Euphorbiaceae s. l..
- Clutia (bao gồm cả Altora, Cluytia, Clytia): 70 loài tại châu Phi và bán đảo Ả Rập, đa dạng nhất tại Nam Phi. Trước đây là một phần tông Clutieae trong phân họ Acalyphoideae (cùng với chi Kleinodendron, hiện coi là đồng nghĩa của chi Savia trong họ Phyllanthaceae).[10]
- Pogonophora (bao gồm cả Poraresia): 2 loài, trong đó 1 tại vùng nhiệt đới châu Mỹ và 1 tại Tây Phi. Trước đây là tông Pogonophoreae trong phân họ Acalyphoideae.
- Trigonopleura (bao gồm cả Peniculifera): Khoảng 3 loài, tại Malesia. Trước đây thuộc tông Chaetocarpeae trong phân họ Acalyphoideae.
- Chaetocarpus (bao gồm cả Gaedawakka, Mettenia, Neochevaliera, Regnaldia): Khoảng 10 loài, phân bố rời rạc tại châu Phi, Đông Nam Á và vùng nhiệt đới châu Mỹ. Trước đây thuộc tông Chaetocarpeae trong phân họ Acalyphoideae. Tại Việt Nam có 1 loài gọi là dạ nâu; vu; cức quả; co kei; cây lo le; cây tram nen (Chaetocarpus castanocarpus).

## Phát sinh chủng loài
Cây phát sinh chủng loài trong phạm vi họ Peraceae dưới đây dựa theo Sun M. et al. (2016).

|  | Pera                                                           |
|  |                                                                |
|  | \| \| Trigonopleura \| \| \| \| \| \| Chaetocarpus \| \| \| \| |
|  |                                                                |
|  | Trigonopleura                                                  |
|  |                                                                |
|  | Chaetocarpus                                                   |
|  |                                                                |

|  | Trigonopleura |
|  |               |
|  | Chaetocarpus  |
|  |               |

|  | Pera                                                           |
|  |                                                                |
|  | \| \| Trigonopleura \| \| \| \| \| \| Chaetocarpus \| \| \| \| |
|  |                                                                |
|  | Trigonopleura                                                  |
|  |                                                                |
|  | Chaetocarpus                                                   |
|  |                                                                |

|  | Trigonopleura |
|  |               |
|  | Chaetocarpus  |
|  |               |

|  | Pera                                                           |
|  |                                                                |
|  | \| \| Trigonopleura \| \| \| \| \| \| Chaetocarpus \| \| \| \| |
|  |                                                                |
|  | Trigonopleura                                                  |
|  |                                                                |
|  | Chaetocarpus                                                   |
|  |                                                                |

|  | Trigonopleura |
|  |               |
|  | Chaetocarpus  |
|  |               |

|  | Pera                                                           |
|  |                                                                |
|  | \| \| Trigonopleura \| \| \| \| \| \| Chaetocarpus \| \| \| \| |
|  |                                                                |
|  | Trigonopleura                                                  |
|  |                                                                |
|  | Chaetocarpus                                                   |
|  |                                                                |

|  | Trigonopleura |
|  |               |
|  | Chaetocarpus  |
|  |               |

## Hình ảnh

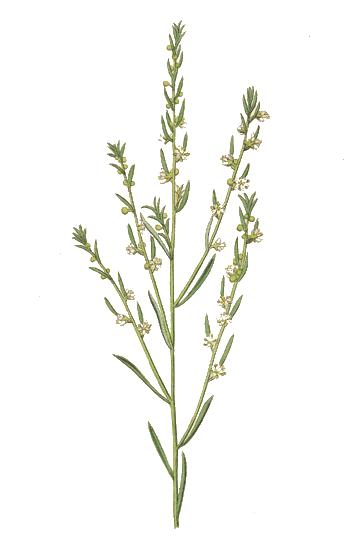
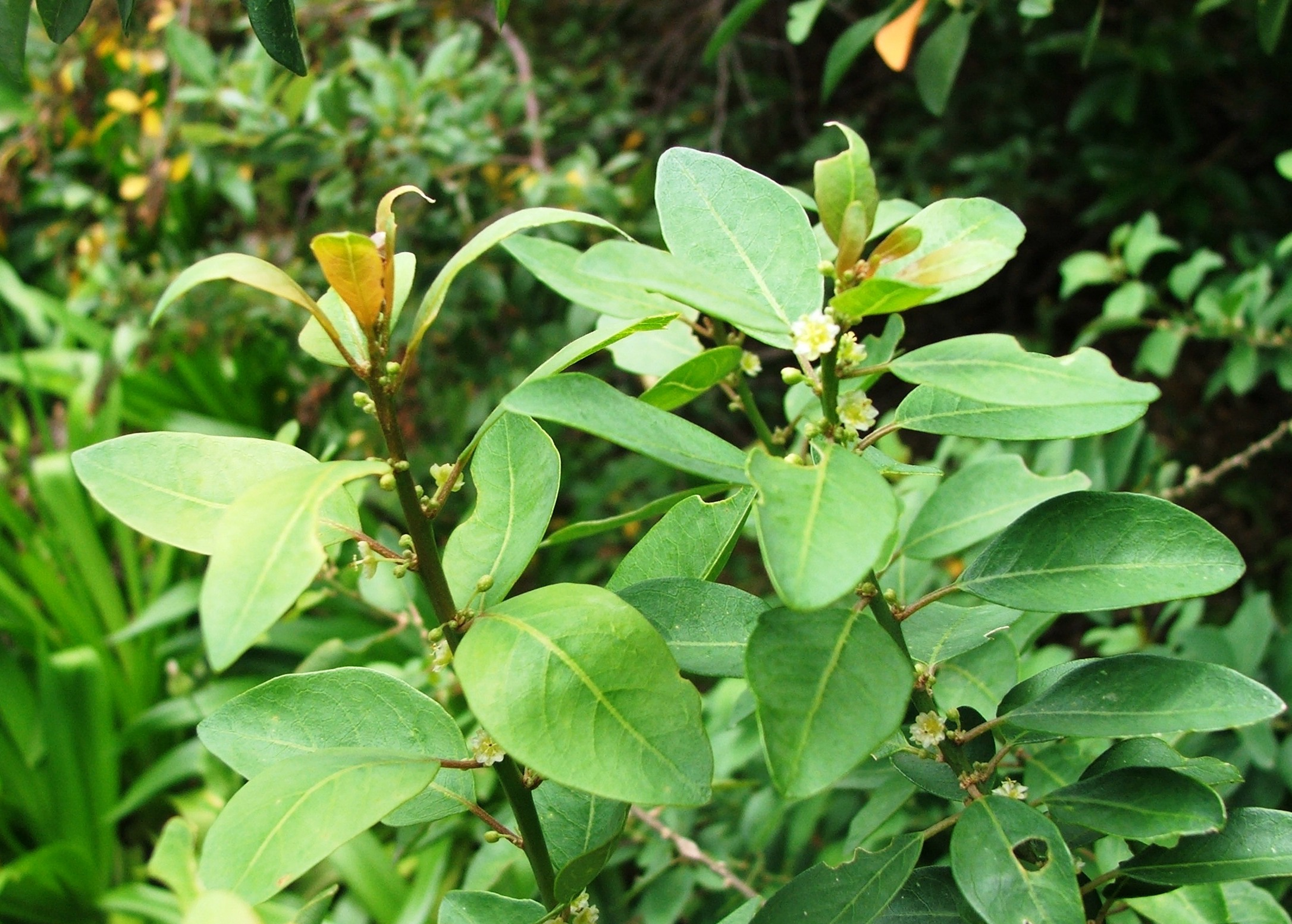